# Pavel Koudriavtsev
Pour les articles homonymes, voir Koudriavtsev.
Pavel Stepanovitch Koudriavtsev (en russe : Па́вел Степа́нович Кудря́вцев), né le 15 juin 1904 à Bronnitsky et mort le 25 mars 1975 à Tambov, est un historien des sciences ⁣⁣soviétique⁣⁣, auteur du manuel en trois volumes Histoire de la physique, dont la publication causerait une importante controverse.

## Biographie
Après des études pour devenir physicien, Koudriavtsev travailla à l'Université d'État de Tambov . Il écrira divers ouvrages dont Koudriavtsev a écrit « Histoire de la physique et de la technologie avec Ivan Konfederatov et Cours d'histoire de la physique. Sinon, il sera surtout connu par son Histoire de la physique, ouvrage majeur de sa vie dont le premier volume constituerait sa thèse de doctorat.

## Histoire de la Physique
Cet ouvrage en trois volumes, à vocation de référence en ce qui concerne l'établissement d'une histoire de la physique en russe, décrit le développement de la discipline depuis la Grèce antique jusqu’au milieu du XXe siècle. Il s'agit de la première monographie sur ce sujet qui se fera dans la sphère soviétique et est devenue l’œuvre principale de la vie de P.S. Koudriavtsev. Le premier volume a été publié en 1948 et le dernier, le troisième, en 1971. Dans un premier moment, la direction de la Faculté de physique de l'Université d'État de Moscou a hautement apprécié cette initiative et, comme dit auparavant, sera reçu comme thèse de doctorat.
Peu de temps après la publication du premier volume, en 1950, une critique dévastatrice parut dans le journal Culture et vie, rédigée par Bonifaty Kedrov, philosophe des sciences et membres du PCUS. La recension, sous le titre de Un livre objectiviste sur l'histoire de la physique, accusait l'historien de se plier à l'Occident en accordant trop de place aux contributions de scientifiques étrangers, en allant jusqu'à disqualifier sa méthode comme "objectivisme bourgeois" . Au même moment, Kedrov publie une deuxième critique article similaire sous le titre « Un livre infructueux sur l'histoire de la physique » dans le journal du parti Problèmes de philosophie ou il déclare  « P. Koudriavtsev s'est chargé de la tâche inconvenante de revoir les problèmes déjà résolus et de les "résoudre" à nouveau en faveur des scientifiques occidentaux » .
Le 15 mars 1950, les articles de Kedrov furent examinés lors d'une réunion spéciale du séminaire méthodologique de la Faculté de physique de l'Université d'État de Moscou . Les conclusions seront bien moins critiques que celles de Kedrov, mais accorderont néanmoins que:
- L'analyse de classe des différents moments de l'histoire de la physique n'est pas effectuée de manière suffisamment approfondie.
- Le rôle des scientifiques russes en physique n’a été pas suffisamment présent.
- Les pratiques astronomiques en Khorezm, Ouzbékistan et Tadjikistan n'ont pas été considérées.

Plusieurs physiciens envoyèrent au Comité central des lettres au contenu similaire, ainsi qu'au département d'agitation et de propagande du Comité central du Parti Communiste et à la rédaction du journal « Culture et vie ».
Le 22 mars 1950, le Conseil académique de l'Université d'État de Moscou décide de ne pas révoquer le doctorat remis avec la publication de l'ouvrage, mais le 24 juin dicta mine qu'il était nécessaire de retravailler l'ouvrage à la suite d'encore une critique officielle du Département de propagande et d’agitation du Comité central. Un dernier article d'Iwan Kuzniecow, Graves erreurs dans la couverture de l'histoire de la physique, publié dans la revue  Bolchevik, relancé la critique, en accusant Koudriavtsev de s'écarter de « l'esprit de partisan bolchevique, construit sur la base solide du marxisme-léninisme de l'histoire des sciences soviétiques » .
Koudriavtsev n’a réussi à publier le deuxième volume qu’après la mort de Staline, en 1956. À cette époque de déstalinisation, ses collègues commenceront à reconnaitre le mérite de ses travaux. En 1969, il devient membre correspondant de l'Académie internationale d'histoire des sciences.